# أوتو أبراموفسكي
أوتو لويس موريتس أبراموفسكي Otto Louis Moritz Abramowski (1852 - 14 ديسمبر 1910) جراح أسترالي، وطبيب طبيعي (نوع من الطب البديل)، ومؤيد لنظام غذائي يعتمد على الفاكهة والأغذية الخام.

## حياته
ولد أبراموفسكي في أوستيروده في مملكة بروسيا. ودرس الطب في جامعة كونيغسبيرغ وجامعة هومبولت في برلين، حيث حصل على شهادة الطب عام 1876.   وعين جراحًا عسكريًا في الجيش الألماني عام 1875، وظل يعمل في هذه الوظيفة لمدة ثماني سنوات.
وانتقل إلى تيرووي في جنوب أستراليا في عام 1884.  وتم تسجيله كممارس طبي مؤهل قانونيًا في عام 1889.  ثم انتقل إلى ميلدورا وكان من أوائل مستوطنيها حيث عاش ومارس المهنة لمدة عشرين عامًا. وكان مفوضًا لصندوق الري في ميلدورا وعمل في لجنة جمعية البستنة.  وكان مهتمًا بزراعة الفاكهة والخضروات، وزرع 20 فدانًا من نبات الهليون. 
وعارض أبراموفسكي التطعيم الإجباري وتم تغريمه 2 جنيه إسترليني في عام 1905 لعدم امتثاله لقانون التطعيم. 
وعين جراحًا مقيمًا في مستشفى مقاطعة ميلدورا، وهو المنصب الذي شغله حتى عام 1908 عندما انتقل إلى ملبورن.  روج أبراموفسكي للصيام واتباع نظام غذائي يعتمد على الفاكهة معروف باسم "صيام الفاكهة"، لعلاج التيفوئيد والعديد من الأمراض الأخرى. وتبنى شخصيًا نظامًا غذائيًا مثمرًا وقام بتأليف كتاب الأكل من أجل الصحة . وألقى محاضرات عن الفاكهة وموضوع مكافحة التطعيم. 
كان ماسونيًا وحاصل على رتبة أستاذ سابقًا في جمعية الماسونية. وماتت زوجته الأولى مارثا دوروثيا ميراندا أبراموفسكي في  عام 1891  وتزوج مرة أخرى بعد عدة سنوات. 
في القرن العشرين، ألقى محاضرة عن فوائد النظام الغذائي المعتمد على الفاكهة النيئة مع اللوز والزبيب.   وقال إن أكل اللحوم هو سبب للتسمم بحمض البوليك. كما عارض استهلاك الكحول والخبز والقهوة والشاي.   وفي عام 1909، حصل على براءة اختراع لتركيبة غذائية محفوظة ذاتيًا مصنوعة من المكسرات والزبيب.   وحقق كتابه المعنون النظام الغذائي للفواكه والتجديد الجسدي الذي نشر لأول مرة في عام 1911 مبيعات جيدة وأعيد طبعه بعد الحرب العالمية الثانية. 

## صان سانيتاريوم
توصل أبراموفسكي إلى استنتاج مفاده أن تناول اللحوم هو سبب رئيسي للمرض، وأن الصيام وتناول الفاكهة يساعدان على الشفاء. وأسس مصحة خاصة باسم صان سانيتاريوم للعلاج الطبيعي في مدينة كورونيت هيل، ولم تحقق هذه المصحة نجاحًا ماليًا.  ولم تكن أفكاره المتطرفة حول صيام الفاكهة شائعة لدى المرضى في مصحته، مما سبب له خيبة الأمل، لذلك تنازل معهم عن طريق وصف نظام غذائي خفيف من الفاكهة. تلقى أبراموفسكي معارضة من المجتمع الطبي ووصف بأنه "المقاتل الوحيد" في الدعوة للصيام. 

## موته
مات أبراموفسكي في 14 ديسمبر 1908 عن عمر يناهز 58 عامًا في مقر إقامته في إلسترنويك في ولاية فيكتوريا الأسترالية.  وبحسب ما ورد أدى الافتقار إلى الدعم لأفكاره بالإضافة إلى العمل في إدارة مصحته إلى تدهور صحته. وقبل وفاته قام بتجويع نفسه لبعض الوقت.  وذكرت جي تي هيوستن، المعروفة باسم "الممرضة أولما" والتي قامت بمراجعة كتاب أبراموفسكي الأكل من أجل الصحة في عام 1913، أن وفاته المبكرة كانت نتيجة للتجارب الغذائية التي مارسها على نفسه. 

## منشورات مختارة
- الأكل من أجل الصحة (1907)، أعيد نشره تحت عنوان الحيوية: فن الأكل من أجل الصحة (1908)
- النظام الغذائي المثمر والتجديد الجسدي (1911، 1916)